# Красный плащ
Красный плащ (итал. Camicie rosse) — французско-итальянский исторический драматический фильм 1952 года, режиссеров Гофредо Алесандрини и Франческо Рози. В фильме снимались Анна Маньяни, Раф Валлоне и Ален Кюни. Название фильма происходит от названия «красные рубашки», что имели волентеры, принимавшие участие в походе Джузеппе Гарибальди. Фильм изображает жизнь Аниты Гарибальди, жены лидера объединения Италии Джузеппе Гарибальди.

## Сюжет
После падения Римской республики (1849), Анита Гарибальди сопровождает Джузеппе Гарибальди в его походе через Сан-Марино и северную Италию, постоянно призывая своих солдат не отказываться от борьбы за освобождение родины от австрийцев.